# Galerie Colbert
Die Galerie Colbert, nach dem Finanzminister Jean-Baptiste Colbert benannt, ist eine überdachte Ladenpassage mit Glasdach aus der ersten Hälfte des 19. Jahrhunderts im 2. Arrondissement in Paris. Die Galerie wurde 1826 neben der Galerie Vivienne als Konkurrenz errichtet, hatte jedoch nicht den gleichen Erfolg. Nach der Renovierung in den 1980er Jahren wurde sie von der Bibliothèque nationale de France erworben, dann dem (INHA) übertragen und beherbergt seither viele kunsthistorische und kulturhistorische Institutionen.
Die Galerie Colbert mit ihrer Rotunde mit der Glaskuppel ist offen zugänglich. Am Eingang der Galerie befindet sich die Brauereigaststätte Le Grand Colbert mit ihrer Jugendstildekoration, die oft für Filmvorführungen verwendet wird.

## Geschichte

### Namensursprung
Die Galerie Colbert ist nach einem Hôtel particulier im Besitz von Colbert (ehemals Hôtel Bautru) benannt. Sie wurde 1826 erbaut und ist durch einen Verbindungsgang mit der kurz zuvor entstandenen Galerie Vivienne verbunden. Nach den Plänen des Architekten J. Billaud erbaut, verschärfte sie die Konkurrenz zwischen den vielen neuen Luxusgeschäften des Viertels. Im Zentrum dieser Passage befindet sich eine gläserne Rotunde, auch als Glasdom oder Glaskuppel bezeichnet, die einen Durchmesser von 15 Metern besitzt. Die polychrome Malerei an den Sockeln und Säulen erinnert an pompeijanische Malerei und kontrastiert stark mit den Glasflächen des Daches und der ehemaligen Geschäfte.

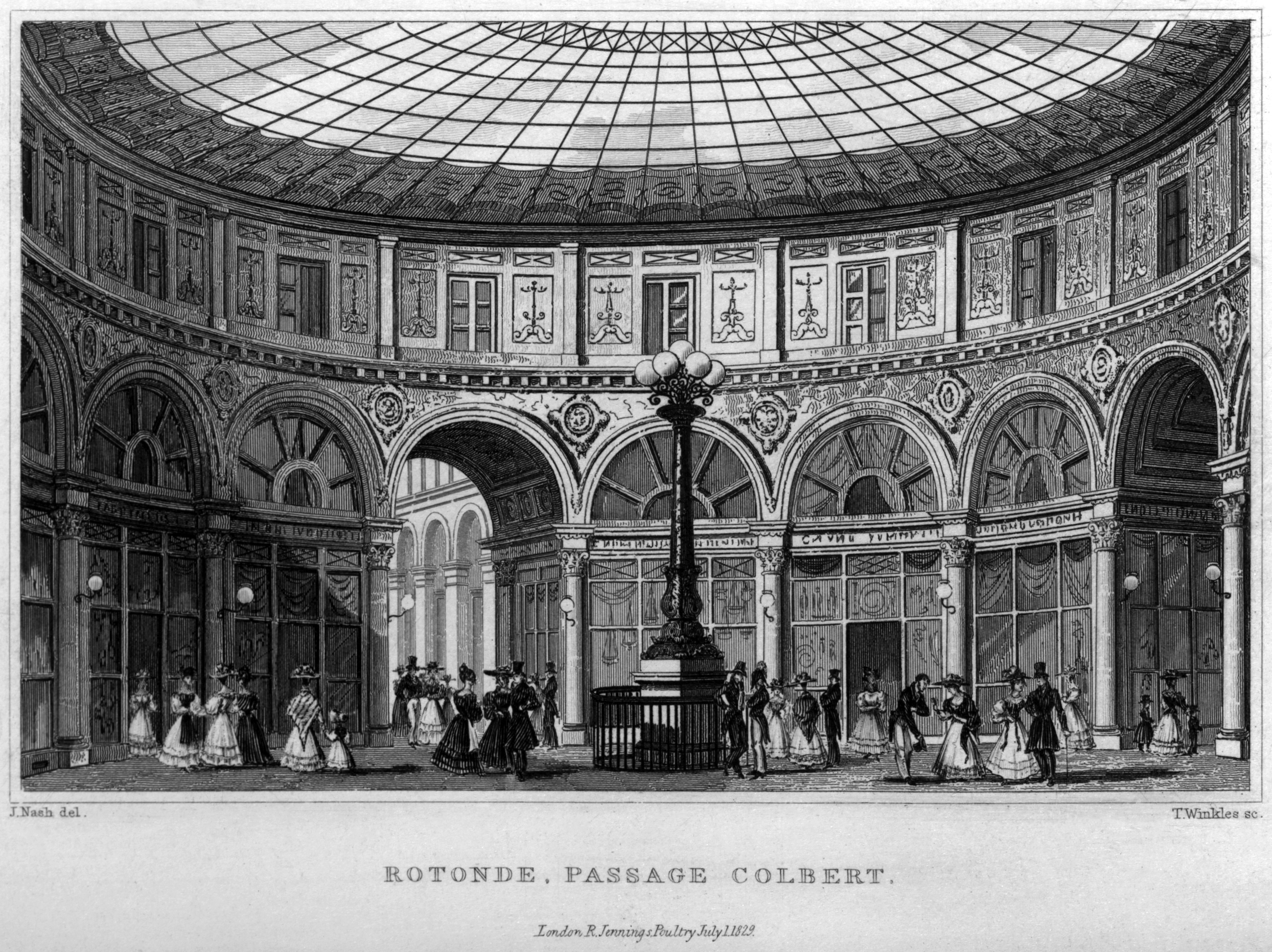
Die Rotunde in der Galerie Colbert im Jahr 1831

#### Berlioz in der Galerie Colbert
Am 29. Juli 1830 führte Hector Berlioz nach einem eigenen Arrangement die Marseillaise vor einem der Fenster der Galerie auf. Die versammelte Menge in der Galerie sang im Chor mit und der Musiker fiel in Ohnmacht.

## Vorhandene Institutionen

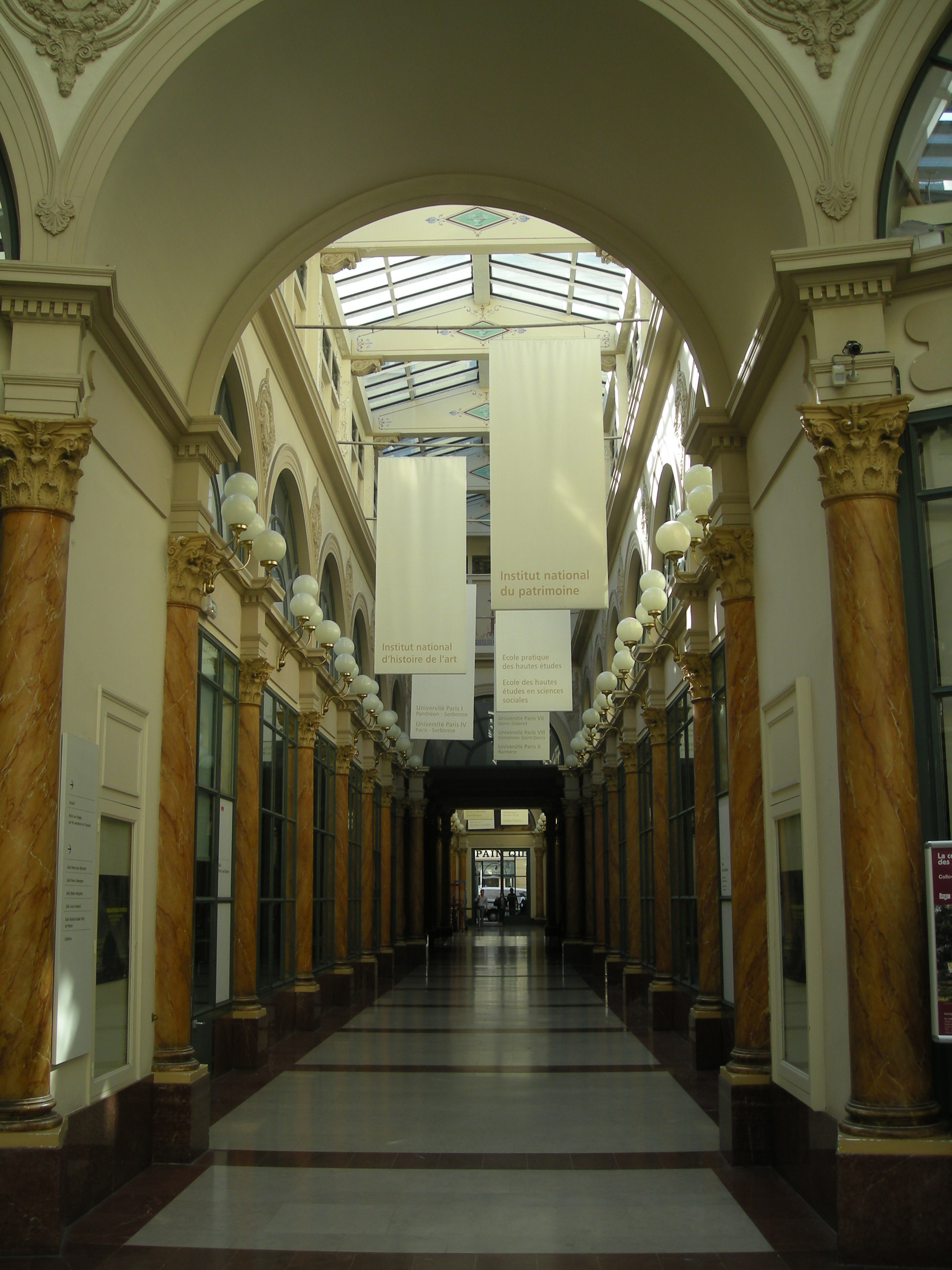
Die Galerie Colbert im Jahr 2011

In der Galerie Colbert haben folgende Einrichtungen ihren Sitz:
- Institut national d'histoire de l'art
- Institut national du patrimoine
- Centre André-Chastel
- Comité français d'histoire de l'art
- Association des professeurs d’archéologie et d’histoire de l’art des universités (APAHAU)

Die Galerie Colbert beherbergt auch Forschungslabore und Doktorandenschulen im Bereich Kunstgeschichte und Kulturerbe an mehreren Universitäten und Schulen in der Region Ile-de-France:
- Université Paris-Sorbonne
- Université Paris 1 Panthéon-Sorbonne
- Université Sorbonne Nouvelle – Paris 3
- Université Paris X Nanterre
- EHESS
- EPHE
- Institutionen, die dem Centre national de la recherche scientifique angeschlossen sind

## Aktivitäten

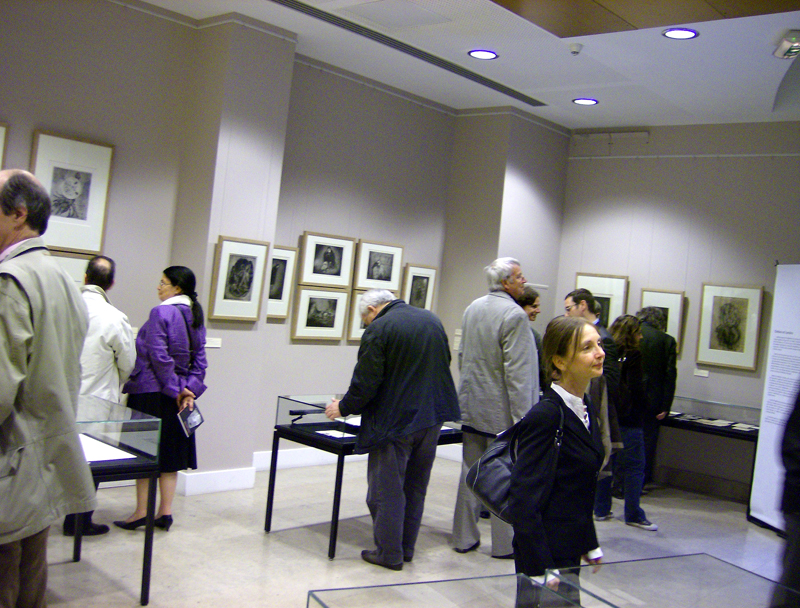
Ausstellung von 2008 «Johnny Friedländer, der Graveur in seiner Zeit»

INHA-Forscher und ihre Teams entwerfen und veranstalten jedes Jahr mehrere kostenlose Ausstellungen im Roberto-Longhi-Saal der Galerie Colbert. Eng mit den Forschungsprogrammen verbunden, zielen sie darauf ab, Bibliotheksbestände und Dokumentationen (Festbücher, Ornamentsammlungen usw.) hervorzuheben, Forschungsarbeiten zu bestimmten Themen vorzustellen oder eine bedeutende Persönlichkeit der Kunstgeschichte zu feiern (André Chastel, Pierre Francastel, Louis Hautecœur, Louis Marin usw.).

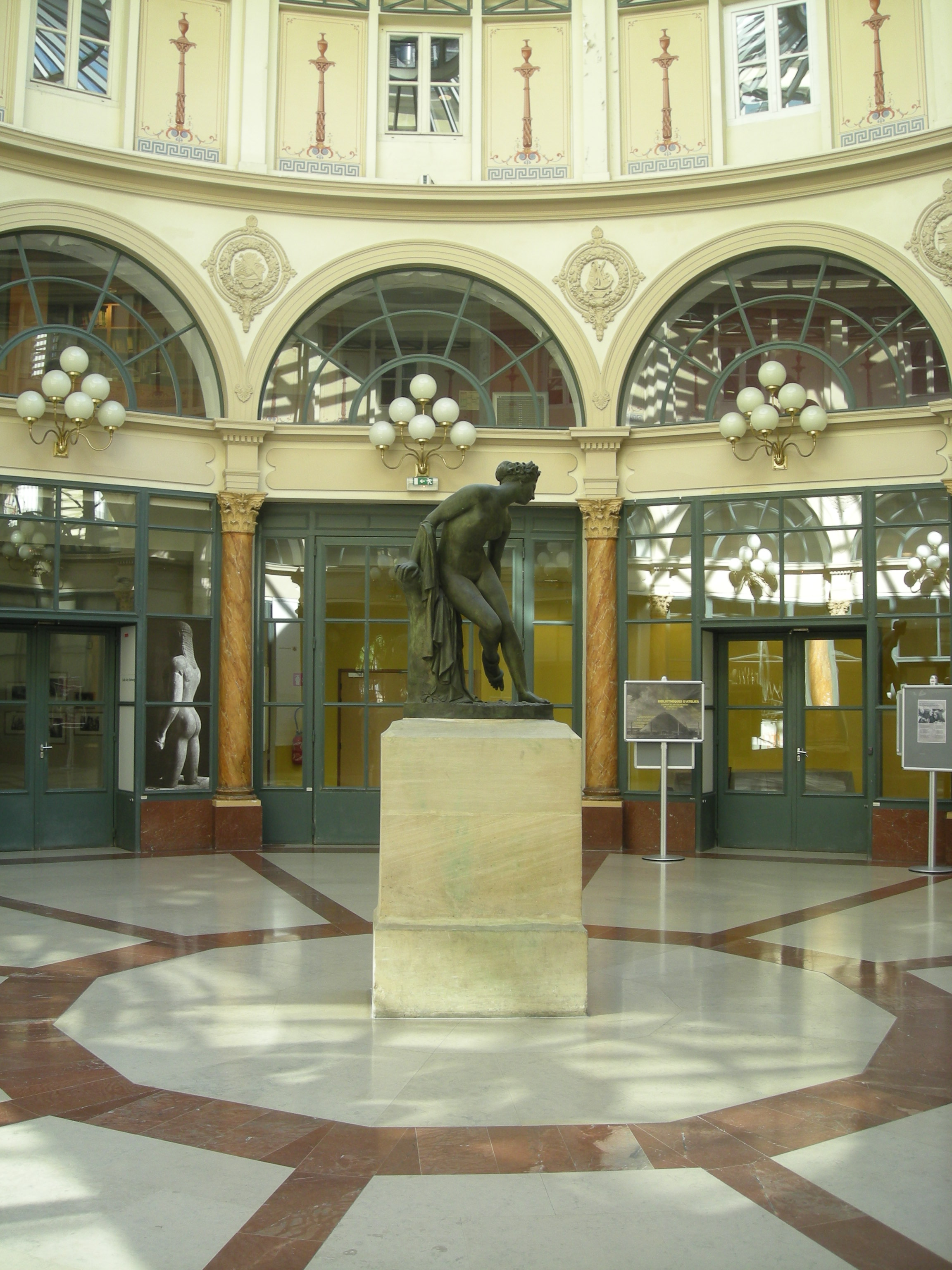
Die Statue der Eurydike im Zentrum der Rotunde
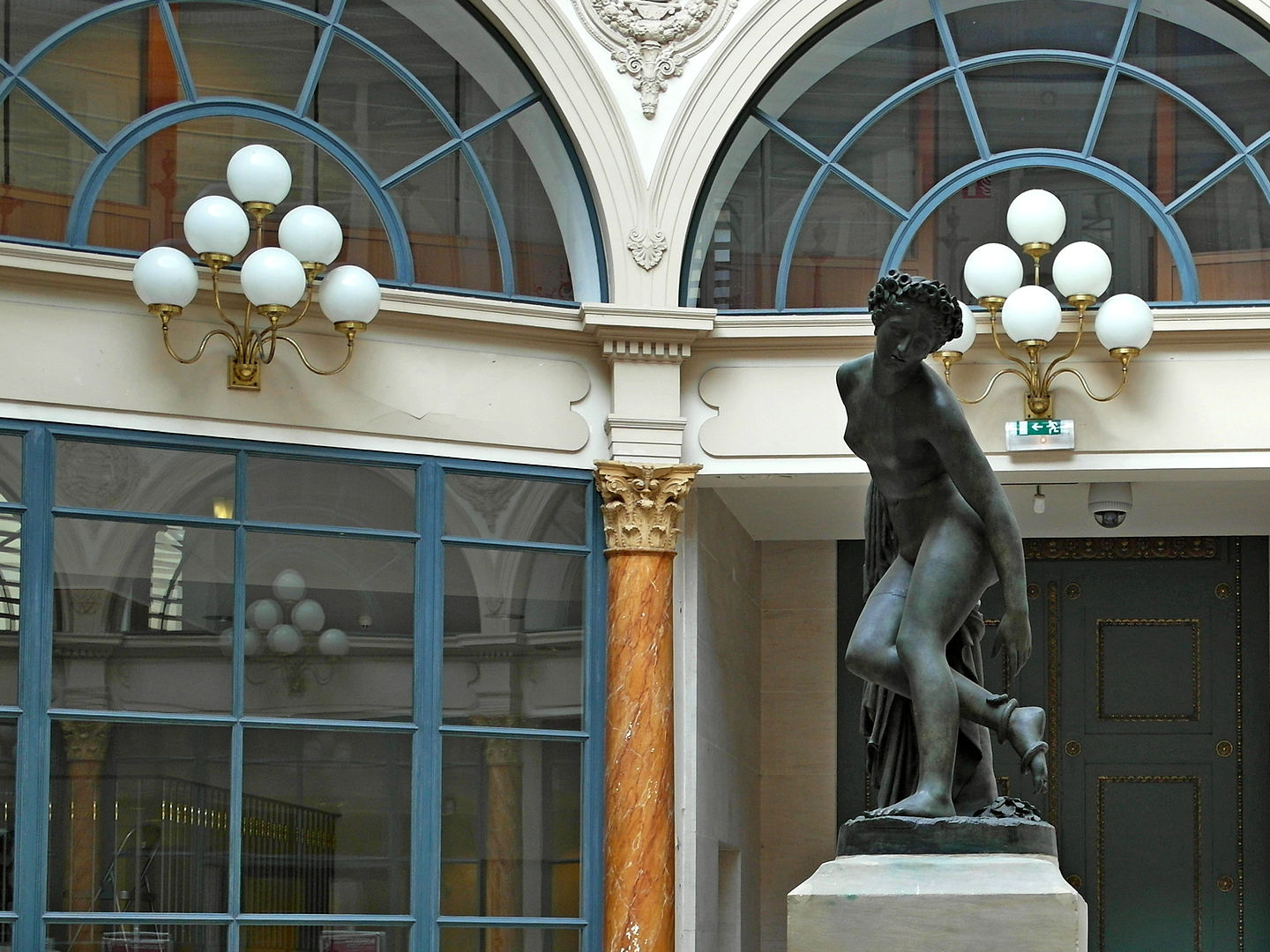
Charles-François Lebœuf (1792–1865), sterbende Eurydike
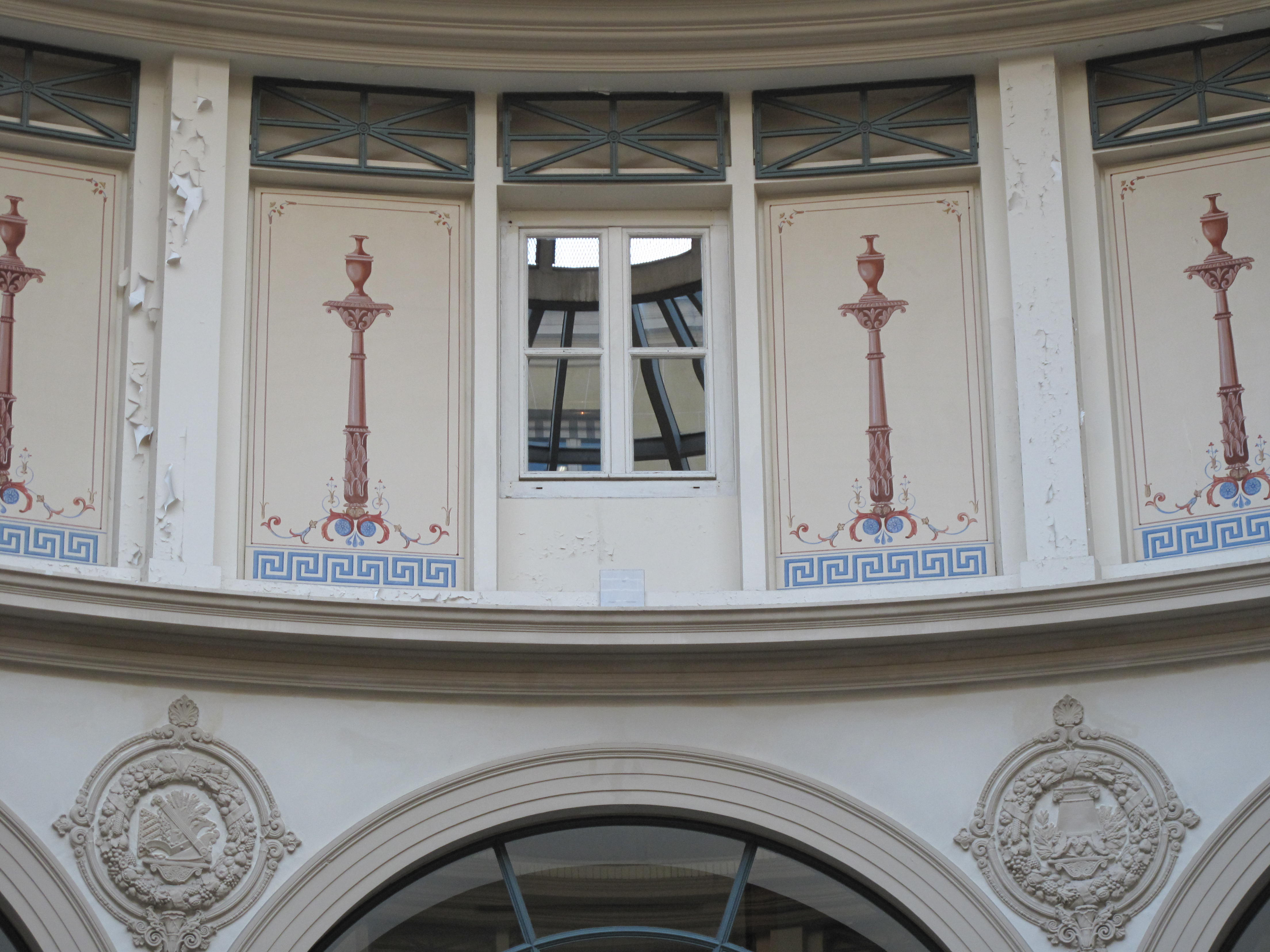
Detail der Kuppel
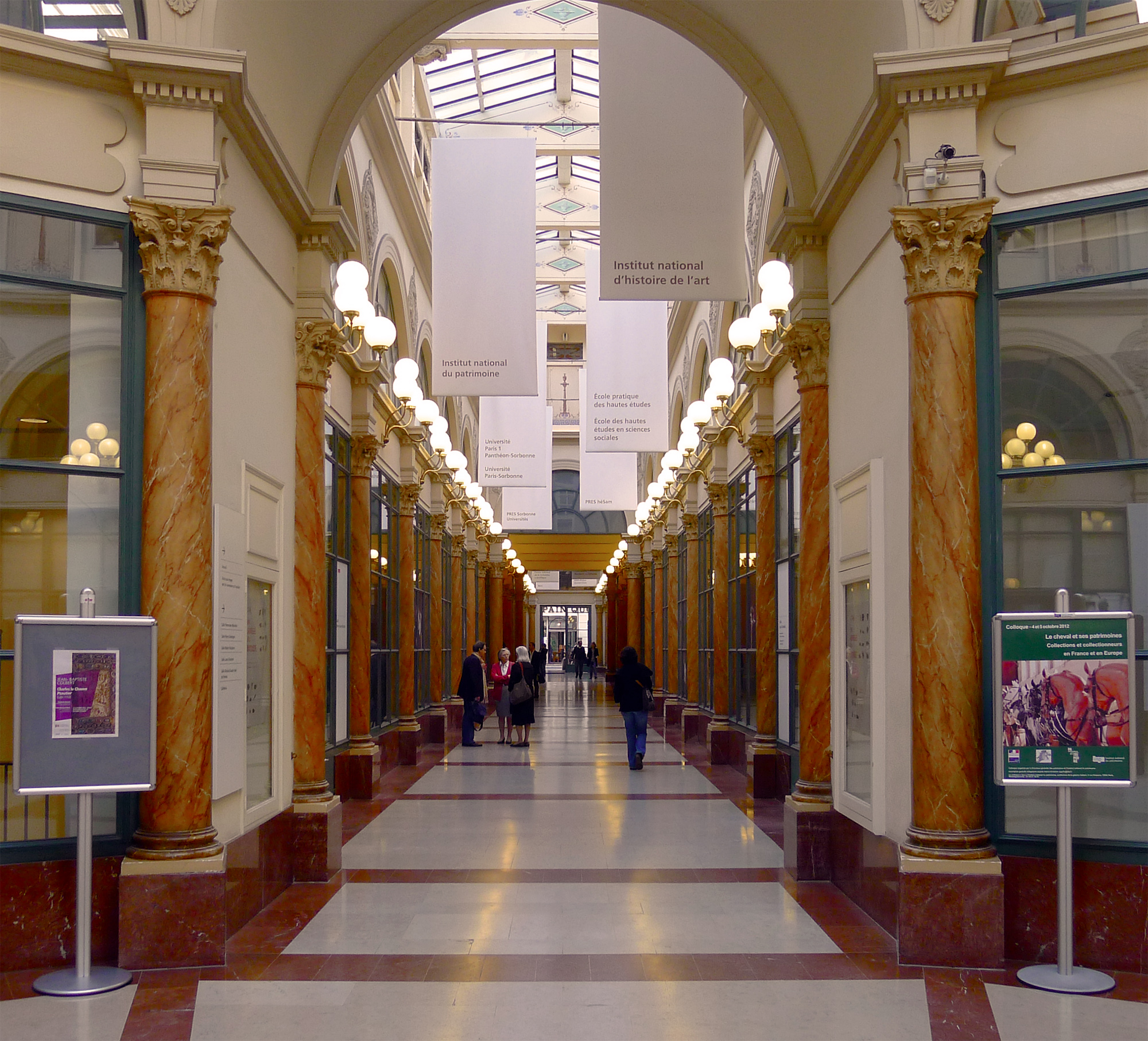
Ausgang zur Rue des Petits-Champs.
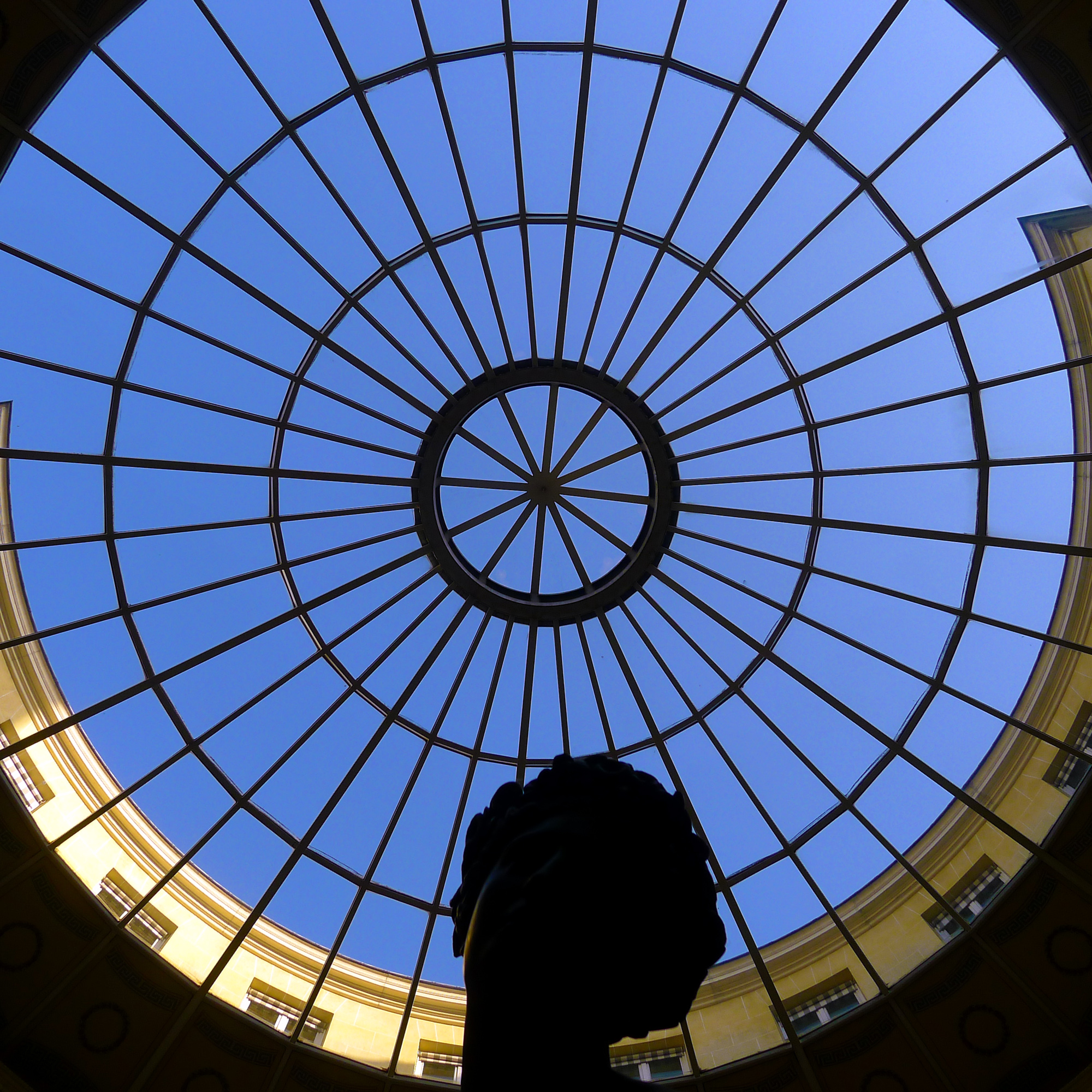
Mitte der Kuppel
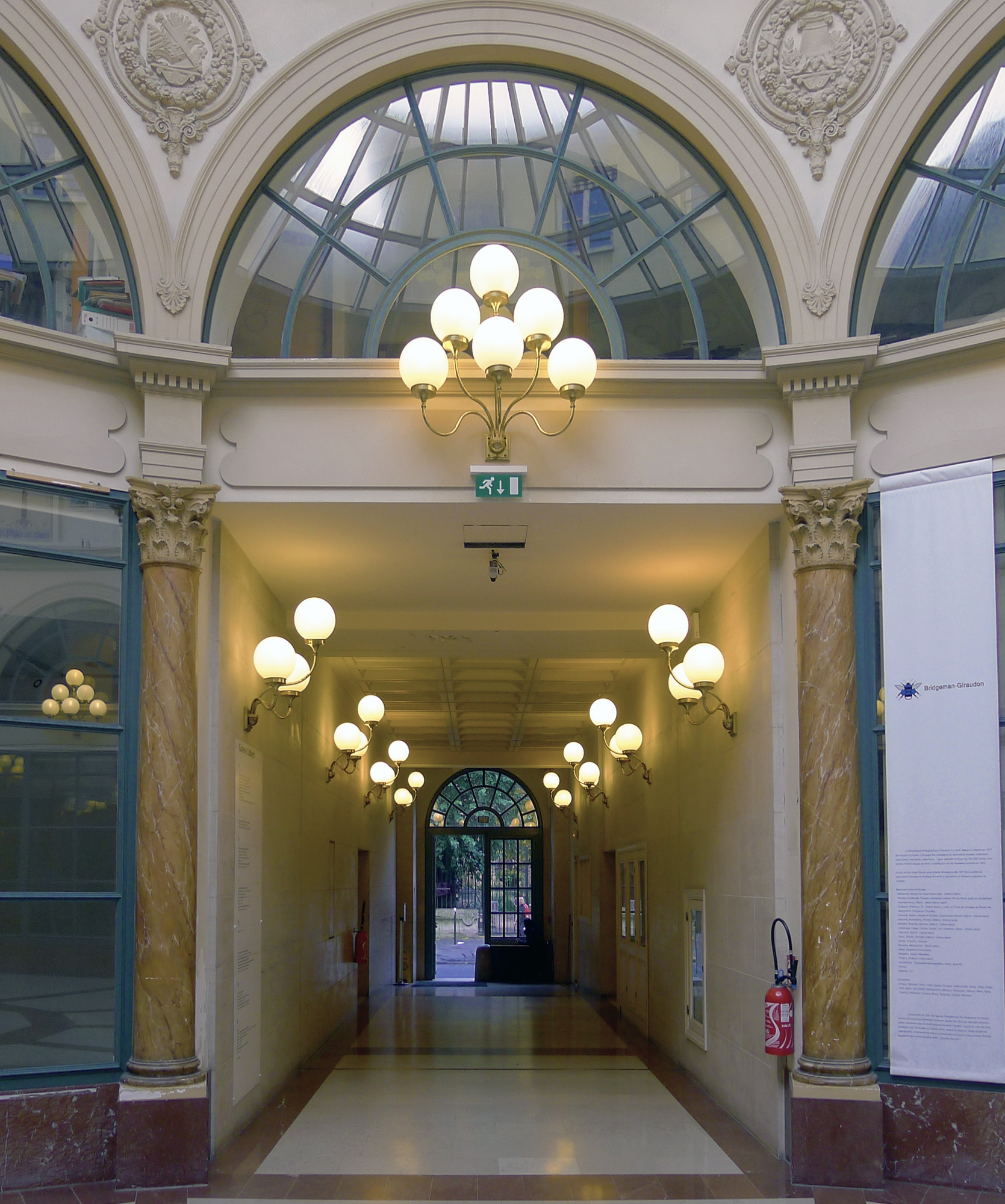
Ausgang zur Rue Vivienne.

## Lage
Die Galerie Colbert befindet sich zwischen 6, rue des Petits-Champs und 4, rue Vivienne, in einem gemischten Wohn- und Geschäftsviertel in der Nähe der alten Nationalbibliothek. Bourse ist die nächste Metrostation der Linie 3, die Paris vom Osten nach Westen durchquert.
Weitere Passagen befinden sich in ihrer Nähe: Galerie Vivienne (2. Arrondissement), Passage Bourg-l’Abbé (2. Arrondissement) und Passage du Grand-Cerf (2. Arrondissement).